# Parteisatzung
In einer Parteisatzung, auch Parteistatut oder kurz Satzung oder Statut genannt, legen Politische Parteien die Grundstruktur ihrer inneren Ordnung nieder. Deutsche Parteien sind dazu nach § 6 Parteiengesetz verpflichtet. 
Kernpunkte der Satzung sind in der Regel:
- Namen, Kurzbezeichnung, Sitz und Tätigkeitsgebiet der Partei
- Aufnahme von Mitgliedern und deren Rechte und Pflichten
- Ordnungsmaßnahmen gegen Mitglieder
- Beschlussfassungsvorschriften
- Aufbau der Parteiorgane und Unterorganisationen
- Finanzierungsvorschriften